# Astrum Online Entertainment
Astrum Online Entertainment é uma empresa russa que opera no mercado de entretenimento online da Europa Oriental. Fundada no início de Dezembro de 2007, incorporou quatro empresas especializadas no desenvolvimento, publicação e operação de jogos online: Nival Online, IT Territory, Time Zero, e Nikita Online. No verão de 2008, a quinta empresa, desenvolvedora de jogos online DJ Games, juntou-se.
O movimento permitirá que os participantes formalizem uma estratégia unida em relação às suas atividades e também utilizar a sua experiência combinada e infra-estrutura a fim de aperfeiçoar seus negócios.
Segundo os especialistas, o faturamento de 2008 da Astrum Online foram estimados em US$50 milhões de dólares.
Astrum Online opera atualmente mais de 30 jogos MMO, incluindo títulos populares como "Legend: Legacy of the Dragons", "Sphere", "Territory", "Three Kingdoms" e "Perfect World". Para o ano 2018 na Rússia, a receita da empresa foi de US 1 109 milhões.

## História
Astrum Online foi fundada em Dezembro de 2007. Forças conjuntas das empresas propiciou a lançar vários projetos de jogos importantes na Rússia e no exterior, e apoiar o crescimento interno dinâmico dos títulos existentes em 2008.
No início da primavera de 2008, duas companhias subsidiárias - Nival Online e IT Territory - trouxeram à vida versões traduzidas em russo do MMORPG "Tales of Pirates" e do MMO "Love City". O segundo é um jogo social online com alguns elementos de role-playing, gráficos e animação top-notch. "Love City" parecia ser tão original que foi posteriormente traduzida em japonês.
Maio de 2008 - Nival Online iniciou a fase de testes do open beta para as versões em russo do jogo coreano online "Granado Espada: Scions of Fate" e "Perfect World", desenvolvido pela Beijing Perfect World.
IT Territory lançou o seu novo jogo online "Heroes: Resurrection", em junho de 2008. No mesmo mês a empresa ucraniana DJ Games juntou-se a Astrum Online.
Em agosto de 2008, Nikita Online iniciou a fase de testes do open beta da versão russa traduzida do jogo popular online coreano "Rappelz". No mesmo mês, TimeZero lançou oficialmente seu novo jogo online "Destiny".
O outono de 2008 foi cheio de novos projetos da Astrum Online. Três lançamentos oficiais foram anunciados: versão russa do sucesso mundial "The Lord of the Rings Online: Shadows of Angmar", o título MMO "Monato: World of Dreams" e o MMO "Desolation: Raiders of Merion".
O fim de 2008 e o início de 2009 foram marcados com lançamentos oficiais do MMO "Legend: Legacy of the Dragons" na Alemanha e Turquia pela Astrum GmbH (escritório de representação da Astrum na Europa) e na China, em parceria com a Snail Game. Anteriormente o MMORPG "TimeZero" foi lançado na Alemanha.
A tão aguardada fase de testes do open beta pelos gamers russos do jogo online "Allods Online" começou em fevereiro de 2009. No mesmo mês, o primeiro jogo de dança online no mercado de jogos russo, "ParaPa: City of Dance", foi oficialmente lançado pela Astrum Online.
Na primavera de 2010, Astrum Nival criou publicidade negativa em todo o mundo quando deixou abruptamente o acesso ao "Perfect World" (MMORPG que esta empresa franquia a partir de uma empresa de jogos online chinesa) para os jogadores da América do Norte e América Latina, Ásia e Austrália. Isso motivou a decisão de ataques hack supostamente frequentes das regiões mencionadas. No entanto, o jogo continua em aberto para os jogadores da Europa. Sugere-se que os usuários bloqueados se registrem para serviços de proxy pagos (IP estático), basicamente transformando o MMORPG free-to-play em um serviço de subscrição. A empresa se recusa a comentar sobre seus planos futuros no que diz respeito aos clientes de outros jogos online.

## Portais (Março de 2009)
- http://games.mail.ru/
- http://www.woh.ru/
- http://www.astrumo.de/

## Sistema de pagamento
- Terrabank
- Webmoney